# Linia kolejowa nr 196
Linia kolejowa nr 196 Olesno Śląskie – Praszka – zlikwidowana linia kolejowa o długości 21,835 km. Linia została otwarta w 1896 roku na odcinku Olesno – Gorzów Śląski, a w 1899 na odcinku Gorzów Śląski – Praszka. Pierwotnie była to linia wąskotorowa o szerokości torów 750 mm. Dopiero w okresie międzywojennym podjęto decyzję o przebudowie na linię normalnotorową (o rozstawie szyn 1435 mm) i z dniem 19 listopada 1928 roku ponownie otwarto linię dla ruchu pociągów. W 1993 roku zamknięto na linii ruch pasażerski, a w 1994 również ruch towarowy. Od 1995 linia jest nieprzejezdna za sprawą rozebrania torów.